# Xenochroma dyschlorata
Xenochroma dyschlorata là một loài bướm đêm trong họ Geometridae.